# کوگایاما

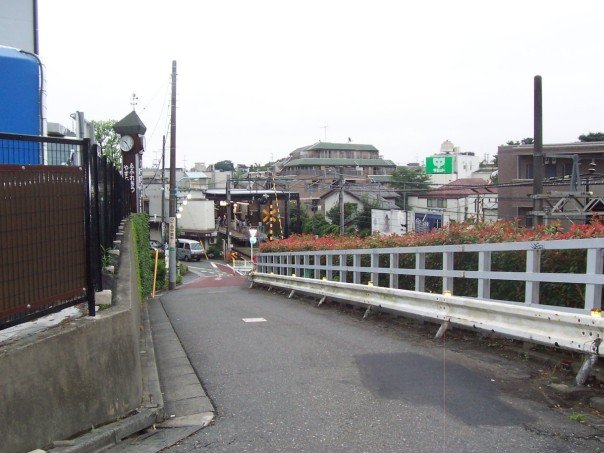
منظرهٔ کوگایاما از ایستگاه

کوگایاما (به ژاپنی: 久我山 Kugayama) یکی از محله‌های توکیو پایتخت ژاپن است که در منطقهٔ سوگینامی واقع شده‌است.

## ایستگاه راه‌آهن
- شرکت راه‌آهن کیئو، خط اینوکاشیرا، ایستگاه کوگایاما